# Hậu hồ
Hậu hồ hay còn gọi là hồ Nội Kim Thủy nằm ở mặt sau của Hoàng Thành Huế được đào năm 1804, nơi đây từng là một vườn thượng uyển, cảnh quan được vua Thiệu Trị xếp thứ sáu trong Thần kinh nhị thập cảnh.

## Đặc điểm
Hậu hồ tức là hồ Nội Kim Thuỷ, ở mặt sau Hoàng Thành. Cửa sau là cửa Đại Bình, 3 gian 3 cửa, lợp ngói hoàng lưu ly, góc cửa có đeo nhạc (nguyên trước có làm lều chõng ở gian giữa, năm Minh Mạng thứ 20 làm lại đã bỏ đi). Bên trong cửa là cầu Kim Thuỷ 12 nhịp, ở trên làm 7 gian, kiểu hành lang dài, mái lợp ngói ván. Phía đông cầu Nội Kim Thuỷ, ở bờ nam có đình Thất Doanh. Cũng ở phía đông, đoạn góc Tử Cấm Thành, hai bên đều có đình. Đình ở hướng tây có biển ngạch đề Doanh Châu Tại Nhĩ. Về bên bờ bắc có nhà Tư Ấm, phía đông nó có lầu Nhật Thành. Hai công trình này đều xoay về phía bắc. Ở phía nam lầu Nhật Thành có nhà thuỷ tạ Thanh Khả Cư xoay mặt về hướng nam. Ở phía đông lại có hiên Ấm Lục xoay về hướng bắc. Phía nam hiện có hành lang chạy sát mặt nước, gọi là tạ Trừng Tâm. Về phía nam, chỗ chiết góc có Cát Vân đường. Phía đông nam là dinh Quảng Đức xoay về hướng bắc. Ở giữa hồ, ngang với nhà Tư Ấm ở phía nam và đình Thất Doanh, ở phía bắc là lầu Vô Hạn Ý xoay về hướng nam, 3 gian, 2 tầng, mái lợp ngói ván. Thông với nhà Tư Ấm ở phía bắc trước lầu Vô Hạn Ý có chiếc cầu nối bằng gỗ sam, nối liền với đình Thất Doanh. Ở phía đông, đối diện với tạ Trừng Tâm ở phía nam là đảo Doanh Châu. Ở đây có cầu Bình Kiều nối liền nhà Trừng Tâm với đảo. Trên đảo là gác Hải Tĩnh Niên Phong xoay mặt về phía nam, phía trước có cửa phường môn. Ở phía tây đảo, sát mặt nước có tạ Trừng Phương, đối diện với đình Doanh Châu Tại Nhĩ. Phía đông đảo có xưởng Thanh Tước, nơi đậu thuyền của vua. Ngoài ra, ở giữa hồ còn có đảo Trấn Bắc, phía bắc đảo có đình Dịch Hương thờ tượng Chân Võ Đế Quân bằng đồng, ở phía tây đảo có bãi đất gọi là bãi Như Ý. Phía bắc và phía nam cũng có các bãi. Bãi phía nam có hình bát giác, biển đề Bát Phong Tòng Luật. Bãi phía bắc có nhà tạ vuông, biển đề Tu Phong Bình Định.
Tuy nhiên, tất cả những cảnh sắc và kiến trúc hoa lệ được miêu tả ở trên đến nay đã thay đổi rất nhiều. Tại khu vực hồ Nội Kim Thuỷ bây giờ chỉ còn lại các đảo mọc đầy cây cối và cỏ dại cùng một số dấu tích mờ nhạt của nền móng kiến trúc xưa. Ở trên đảo Doanh Châu, người ta cũng rất khó xác định được dấu vết của gác Hải Tĩnh Niên Phong trước đây.

## Trong văn thơ

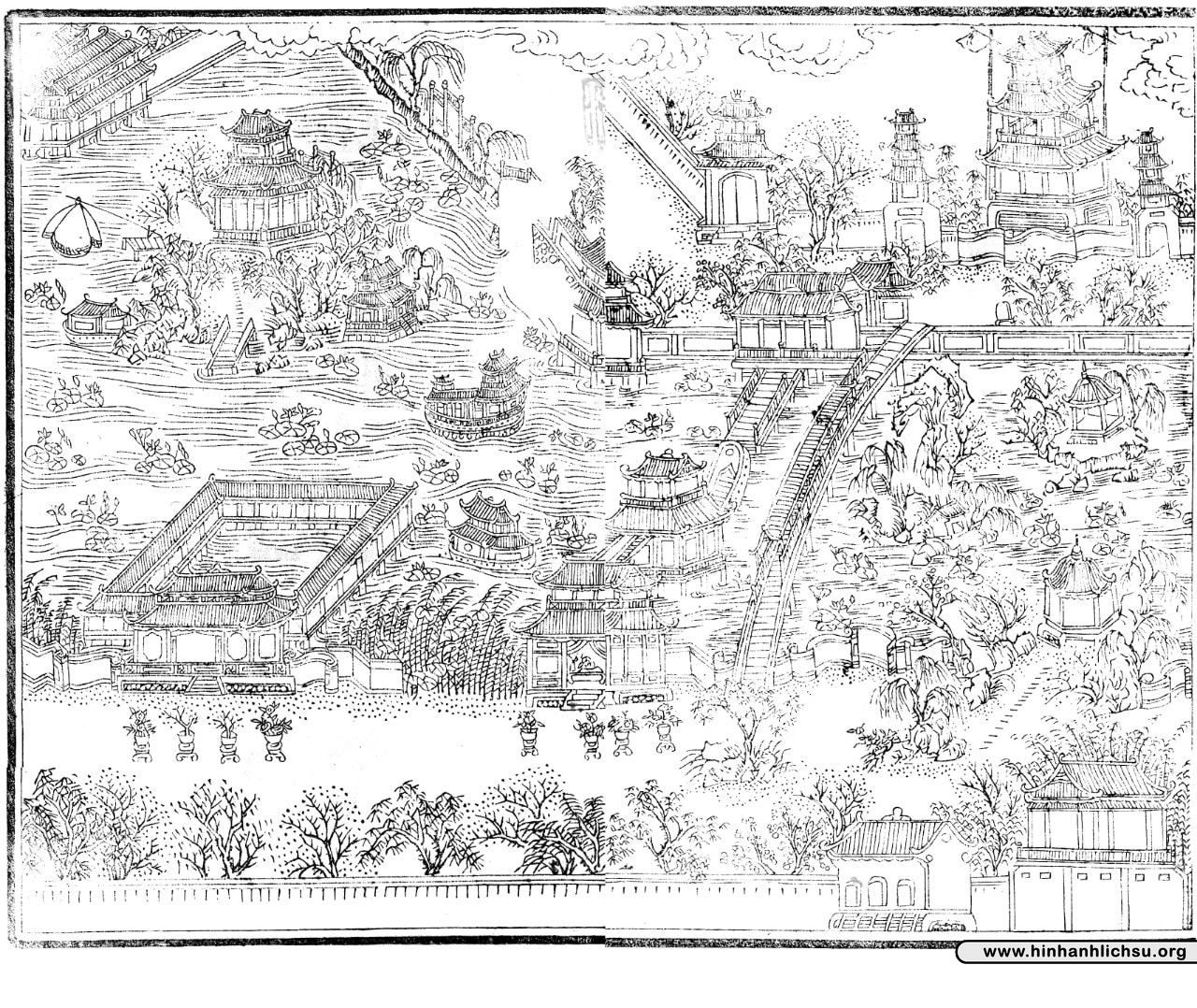
Cảnh hồ Nội Kim thủy được vẽ trong bài Cao các sinh lương, tập thơ Thần kinh nhị thập cảnh

Cảnh quan Hậu hồ được miêu tả trong bài Cao các sinh lương, thuộc tập thơ Thần kinh nhị thập cảnh
| “                                    | Gác ở Bồng Châu vời vợi mây, Non xanh hồ biếc đẹp xinh thay. Tre còn đẫm ướt khi mưa xuống, Sen mãi truyền hương lúc gió lay. Gió thoảng, lăn tăn hồ gợn sóng, Nắng xao, óng ả đất rêu bày. Tiết trời hoà thuận thiên nhiên đẹp, Bốn bể được mùa, điềm tốt khai. | ” |
| — Cao các sinh lương - vua Thiệu Trị | |   |

Đây là bài thơ vịnh cảnh thứ sáu với quang cảnh trên hồ Nội Kim Thuỷ trong đó gác Hải Tĩnh Niên Phong là chủ thể. Đây là một cái gác cao, xây dựng từ năm 1821 dưới thời Minh Mạng, trên đảo Doanh Châu bên trong Hoàng Thành. Dưới thời các vị vua đầu triều Nguyễn, toàn bộ khu vực phía đông bắc và phía bắc Hoàng Thành, từ vườn Cơ Hạ đến hết hồ Nội Kim Thuỷ, các công trình kiến trúc được xây dựng khá dày đặc và cầu kỳ. Đây chính là khu vực mà các vua Nguyễn thường ra dạo chơi, hóng mát, làm thơ. Để hiểu được phần nào về gác Hải Tĩnh Niên Phong có lẽ người ta cần hình dung được tổng thể kiến trúc của khu vực này.